# Mierzyce (gromada)
Mierzyce – dawna gromada, czyli najmniejsza jednostka podziału terytorialnego Polskiej Rzeczypospolitej Ludowej w latach 1954–1972.
Gromady, z gromadzkimi radami narodowymi (GRN) jako organami władzy najniższego stopnia na wsi, funkcjonowały od reformy reorganizującej administrację wiejską przeprowadzonej jesienią 1954 do momentu ich zniesienia z dniem 1 stycznia 1973, tym samym wypierając organizację gminną w latach 1954–1972.
Gromadę Mierzyce siedzibą GRN w Mierzycach utworzono – jako jedną z 8759 gromad na obszarze Polski – w powiecie wieluńskim w woj. łódzkim, na mocy uchwały nr 40/54 WRN w Łodzi z dnia 4 października 1954. W skład jednostki weszły obszary dotychczasowych gromad Mierzyce, Strugi, Jajczaki, Łaszew Rządowy i Łaszew AB ze zniesionej gminy Mierzyce w tymże powiecie. Dla gromady ustalono 24 członków gromadzkiej rady narodowej.
1 stycznia 1959 do gromady Mierzyce przyłączono obszar zniesionej gromady Przywóz.
31 grudnia 1959 do gromady Mierzyce przyłączono część gruntów wsi Ruda o powierzchni około 37 ha, położonych przy wsi Strugi, z gromady Ruda.
Gromada przetrwała do końca 1972 roku, czyli do kolejnej reformy gminnej.